# Santeramo Sport 2004-2005
Questa voce raccoglie le informazioni riguardanti il Santeramo Sport nelle competizioni ufficiali della stagione 2004-2005.

## Stagione
La stagione 2004-05 è per il Santeramo Sport, sponsorizzata dalla Siciliani, la prima in Serie A1, conquistata dopo la vittoria del campionato di Serie A2 2003-04; in panchina viene confermato l'allenatore della promozione, ossia Francesco Montemurro, anche se sostituito a metà annata da Hugo Jauregui (durante il periodo della scelta del nuovo coach la squadra è stata seguita dal vice Fabrizio Grezio), mentre in rosa vengono confermate alcune giocatrici come Monica Marulli, Jettie Fokkens e Samantha Grando, oltre all'innesto di altre come Heather Bown, Biljana Gligorović, Małgorzata Niemczyk e Elisângela de Oliveira, che lascia la squadra a campionato in corso.
Il campionato si apre con cinque sconfitte consecutive; la prima vittoria arriva in trasferta contro il Volley Modena per 3-1: anche il resto del girone di andata è un monologo di sconfitte, eccetto un solo successo, sempre in trasferta, contro l'Airone, che porta la squadra al penultimo posto in classifica, in zona retrocessione. Anche il girone di ritorno si apre con cinque stop consecutivi e una vittoria nei confronti del Volley Modena: tuttavia dopo un nuovo insuccesso contro il Volley 2002 Forlì, il club pugliese riesce ad inanellare quattro successi di fila che valgono al termine della regular season il nono posto in classifica, non valido per la qualificazione ai play-off scudetto, ma che permette la permanenza in massima serie.
Tutte le squadre partecipanti alla Serie A1 2004-05 sono qualificate di diritto alla Coppa Italia; la formazione di Santeramo in Colle non riesce ad andare oltre la prima fase a gironi, chiudendo il proprio raggruppamento all'ultimo posto in classifica, con solo un successo all'attivo ai danni del Giannino Pieralisi Volley.

## Organigramma societario
Area direttiva
- Presidente: Franco Carone

Area tecnica
- Allenatore: Francesco Montemurro (fino al 30 novembre 2004), Fabrizio Grezio (dal 1º al 12 dicembre 2004), Hugo Jauregui (dal 13 dicembre 2004)
- Allenatore in seconda: Fabrizio Grezio
- Scout man: Francesco Sirressi

Area sanitaria
- Medico: Michele Cardinale, Michele Pugliese
- Preparatore atletico: Francesco Guicciardini
- Fisioterapista: Filippo Paradiso

## Rosa
| N° | Nome                   | Ruolo | Data di nascita   | Nazionalità sportiva |
| -- | ---------------------- | ----- | ----------------- | -------------------- |
| 2  | Jettie Fokkens         | P     | 26 settembre 1975 | Paesi Bassi          |
| 3  | Immacolata Sirressi    | S     | 19 maggio 1990    | Italia               |
| 4  | Sandra Wiegers         | S     | 26 aprile 1974    | Paesi Bassi          |
| 7  | Heather Bown           | C     | 29 novembre 1978  | Stati Uniti          |
| 8  | Elisângela de Oliveira | S/O   | 30 ottobre 1978   | Brasile              |
| 9  | Barbara Beconi         | L     | 25 agosto 1978    | Italia               |
| 10 | Biljana Gligorović     | P     | 31 gennaio 1982   | Croazia              |
| 11 | Samantha Grando        | C     | 15 agosto 1975    | Italia               |
| 12 | Sara Gaggiotti         | L     | 31 luglio 1980    | Italia               |
| 13 | Małgorzata Niemczyk    | S     | 25 ottobre 1969   | Polonia              |
| 15 | Lily Kahumoku          | S     | 24 giugno 1981    | Stati Uniti          |
| 17 | Monica Marulli         | C     | 3 ottobre 1975    | Italia               |

## Mercato
| Acquisti | Acquisti               | Acquisti     | Acquisti   |
| R.       | Nome                   | da           | Modalità   |
| -------- | ---------------------- | ------------ | ---------- |
| C        | Heather Bown           | Modena       | definitivo |
| S/O      | Elisângela de Oliveira | Paraná       | definitivo |
| L        | Sara Gaggiotti         | Gubbio       | definitivo |
| P        | Biljana Gligorović     | ?            | definitivo |
| S        | Lily Kahumoku          | ?            | definitivo |
| S        | Małgorzata Niemczyk    | Türk Telekom | definitivo |
| S        | Immacolata Sirressi    | giovanili    | definitivo |

| Cessioni | Cessioni               | Cessioni    | Cessioni   |
| R.       | Nome                   | a           | Modalità   |
| -------- | ---------------------- | ----------- | ---------- |
| S        | Barbara Azzolina       | ?           | definitivo |
| S/O      | Daniela Biamonte       | Spes Matera | definitivo |
| L        | Simona Catalano        | ?           | definitivo |
| C        | Maria Pia Cecca        | ?           | definitivo |
| S/O      | Elisângela de Oliveira | -           | ritirata   |
| C        | Daniela Stabile        | Altamura    | definitivo |
| P        | Maria Taranto          | ?           | definitivo |

## Risultati

### Serie A1

#### Girone di andata
| 1ª giornata - 9 ottobre 2004 PalaNorda, Bergamo                    | Bergamo            | 3 - 1 | Santeramo         | 23-25, 25-20, 25-16, 26-24        |
| 2ª giornata - 16 ottobre 2004 PalaCooper, Santeramo in Colle       | Santeramo          | 0 - 3 | Chieri            | 14-25, 18-25, 16-25               |
| 3ª giornata - 24 ottobre 2004 PalaTriccoli, Jesi                   | Giannino Pieralisi | 3 - 0 | Santeramo         | 25-14, 25-19, 25-12               |
| 4ª giornata - 31 ottobre 2004 PalaCooper, Santeramo in Colle       | Santeramo          | 2 - 3 | Reggio Emilia     | 25-21, 16-25, 25-20, 18-25, 15-17 |
| 5ª giornata - 7 novembre 2004 PalaCooper, Santeramo in Colle       | Santeramo          | 0 - 3 | Sirio Perugia     | 18-25, 20-25, 19-25               |
| 6ª giornata - 14 novembre 2004 PalaPanini, Modena                  | Modena             | 1 - 3 | Santeramo         | 25-20, 19-25, 21-25, 22-25        |
| 7ª giornata - 21 novembre 2004 PalaCooper, Santeramo in Colle      | Santeramo          | 0 - 3 | Forlì             | 19-25, 20-25, 27-29               |
| 8ª giornata - 4 dicembre 2004 PalaDalLago, Novara                  | Asystel            | 3 - 1 | Santeramo         | 25-19, 23-25, 25-17, 25-18        |
| 9ª giornata - 12 dicembre 2004 PalaCooper, Santeramo in Colle      | Santeramo          | 2 - 3 | Vicenza           | 25-18, 25-23, 23-25, 20-25, 12-15 |
| 10ª giornata - 19 dicembre 2004 Palazzetto dello Sport, Bari Sardo | Airone             | 1 - 3 | Santeramo         | 25-21, 18-25, 21-25, 21-25        |
| 11ª giornata - 22 dicembre 2004 PalaCooper, Santeramo in Colle     | Santeramo          | 0 - 3 | Robursport Pesaro | 21-25, 19-25, 18-25               |

#### Girone di ritorno
| 12ª giornata - 8 gennaio 2005 PalaCooper, Santeramo in Colle     | Santeramo         | 1 - 3 | Bergamo            | 16-25, 18-25, 26-24, 21-25        |
| 13ª giornata - 16 gennaio 2005 PalaMaddalene, Chieri             | Chieri            | 3 - 1 | Santeramo          | 25-8, 26-28, 25-21, 25-13         |
| 14ª giornata - 23 gennaio 2005 PalaCooper, Santeramo in Colle    | Santeramo         | 0 - 3 | Giannino Pieralisi | 20-25, 22-25, 21-25               |
| 15ª giornata - 30 gennaio 2005 PalaBigi, Reggio nell'Emilia      | Reggio Emilia     | 3 - 0 | Santeramo          | 25-20, 30-28, 25-18               |
| 16ª giornata - 13 febbraio 2005 PalaEvangelisti, Perugia         | Sirio Perugia     | 3 - 0 | Santeramo          | 25-17, 25-17, 25-17               |
| 17ª giornata - 20 febbraio 2005 PalaCooper, Santeramo in Colle   | Santeramo         | 3 - 1 | Modena             | 20-25, 25-20, 25-15, 25-19        |
| 18ª giornata - 27 febbraio 2005 PalaGalassi, Forlì               | Forlì             | 3 - 1 | Santeramo          | 19-25, 25-21, 25-21, 25-23        |
| 19ª giornata - 6 marzo 2005 PalaCooper, Santeramo in Colle       | Santeramo         | 3 - 0 | Asystel            | 25-17, 25-15, 28-26               |
| 20ª giornata - 13 marzo 2005 Palasport Città di Vicenza, Vicenza | Vicenza           | 0 - 3 | Santeramo          | 25-27, 30-32, 31-33               |
| 21ª giornata - 20 marzo 2005 PalaCooper, Santeramo in Colle      | Santeramo         | 3 - 0 | Airone             | 25-21, 25-23, 28-26               |
| 22ª giornata - 23 marzo 2005 PalaDionigi, Sant'Angelo in Lizzola | Robursport Pesaro | 2 - 3 | Santeramo          | 25-12, 23-25, 25-22, 27-29, 10-15 |

### Coppa Italia

#### Fase a gironi
| 1ª giornata - 26 settembre 2004 PalaCooper, Santeramo in Colle | Santeramo          | 0 - 3 | Forlì              | 17-25, 12-25, 21-25        |
| 2ª giornata - 6 ottobre 2004 PalaTriccoli, Jesi                | Giannino Pieralisi | 3 - 1 | Santeramo          | 26-24, 19-25, 25-19, 26-24 |
| 4ª giornata - 20 ottobre 2004 PalaGalassi, Forlì               | Forlì              | 3 - 0 | Santeramo          | 25-20, 25-21, 25-21        |
| 5ª giornata - 27 ottobre 2004 PalaCooper, Santeramo in Colle   | Santeramo          | 3 - 1 | Giannino Pieralisi | 26-24, 30-28, 17-25, 26-24 |

## Statistiche

### Statistiche di squadra
| Competizione | Punti | In casa | In casa | In casa | In trasferta | In trasferta | In trasferta | Totale | Totale | Totale |
| Competizione | Punti | G       | V       | P       | G            | V            | P            | G      | V      | P      |
| ------------ | ----- | ------- | ------- | ------- | ------------ | ------------ | ------------ | ------ | ------ | ------ |
| Serie A1     | 22    | 11      | 3       | 8       | 11           | 4            | 7            | 22     | 7      | 15     |
| Coppa Italia | 3     | 2       | 1       | 1       | 2            | 0            | 2            | 4      | 1      | 3      |
| Totale       | -     | 13      | 4       | 9       | 13           | 4            | 9            | 26     | 8      | 18     |

G = partite giocate; V = partite vinte; P = partite perse

### Statistiche dei giocatori
| Giocatore     | Serie A1 | Serie A1 | Serie A1 | Serie A1 | Serie A1 | Coppa Italia | Coppa Italia | Coppa Italia | Coppa Italia | Coppa Italia | Totale | Totale | Totale | Totale | Totale |
| Giocatore     | P        | PT       | AV       | MV       | BV       | P            | PT           | AV           | MV           | BV           | P      | PT     | AV     | MV     | BV     |
| ------------- | -------- | -------- | -------- | -------- | -------- | ------------ | ------------ | ------------ | ------------ | ------------ | ------ | ------ | ------ | ------ | ------ |
| De Oliveira   | 12       | 106      | 100      | 3        | 3        | 3            | 45           | 44           | 1            | 0            | 15     | 151    | 144    | 4      | 3      |
| B. Beconi     | 14       | 10       | 7        | 3        | -        | 3            | 4            | 2            | -            | 2            | 17     | 14     | 9      | 3      | 2      |
| H. Bown       | 22       | 263      | 190      | 60       | 13       | 3            | 38           | 27           | 9            | 2            | 25     | 301    | 217    | 69     | 15     |
| J. Fokkens    | 19       | 19       | 10       | 5        | 4        | 4            | 6            | 3            | 2            | 1            | 23     | 25     | 13     | 7      | 5      |
| S. Gaggiotti  | 20       | -        | -        | -        | -        | 4            | 1            | -            | -            | 1            | 24     | 1      | -      | -      | 1      |
| B. Gligorović | 20       | 70       | 44       | 23       | 3        | 3            | 0            | 0            | 0            | 0            | 23     | 70     | 44     | 23     | 3      |
| S. Grando     | 15       | 36       | 31       | 2        | 3        | 4            | 26           | 22           | 4            | 0            | 19     | 62     | 53     | 6      | 3      |
| L. Kahumoku   | 15       | 111      | 91       | 17       | 3        | -            | -            | -            | -            | -            | 15     | 111    | 91     | 17     | 3      |
| M. Marulli    | 21       | 230      | 140      | 86       | 4        | 4            | 44           | 23           | 15           | 6            | 25     | 274    | 163    | 101    | 10     |
| M. Niemczyk   | 22       | 212      | 183      | 23       | 6        | 3            | 32           | 27           | 2            | 3            | 25     | 244    | 210    | 25     | 9      |
| S. Wiegers    | 19       | 210      | 180      | 23       | 7        | 1            | 18           | 15           | 3            | 0            | 20     | 228    | 195    | 26     | 7      |
| I. Sirressi   | -        | -        | -        | -        | -        | 1            | 1            | 0            | 1            | 0            | 1      | 1      | 0      | 1      | 0      |

P = presenze; PT = punti totali; AV = attacchi vincenti; MV = muri vincenti; BV = battute vincenti